# 21 Komenda Odcinka Elbląg
21 Komenda Odcinka Elbląg – samodzielny pododdział Wojsk Ochrony Pogranicza.
21 Komenda Odcinka sformowana została w 1946 w strukturze organizacyjnej 4 Morskiego Oddziału Ochrony Pogranicza. We wrześniu 1946 odcinek przekazano nowo sformowanemu Gdańskiemu Oddziałowi WOP nr 12.
W 1948 przekształcona w 10 batalion OP.

## Struktura organizacyjna
Dyslokacja 21 Komendy Odcinka Elbląg przedstawiała się następująco:
- Komendantura odcinka nr 21 – Elbląg
- 101 strażnica – Stegna
- 102 strażnica – Tulce
- 103 strażnica – Elbląg
- 104 strażnica – Tolkmicko[4]
- 105 strażnica – Krynica Morska

## Dowódcy odcinka
- mjr Mieczysław Neyman (był 10.1946)[b].